# Puy de Besace
Le puy de Besace est un sommet d'origine volcanique culminant à 1 112 m d'altitude dans le département français du Puy-de-Dôme.

## Géographie
Le puy de Besace est situé dans la chaîne des Puys, au sein du Massif central.